# Antilochus

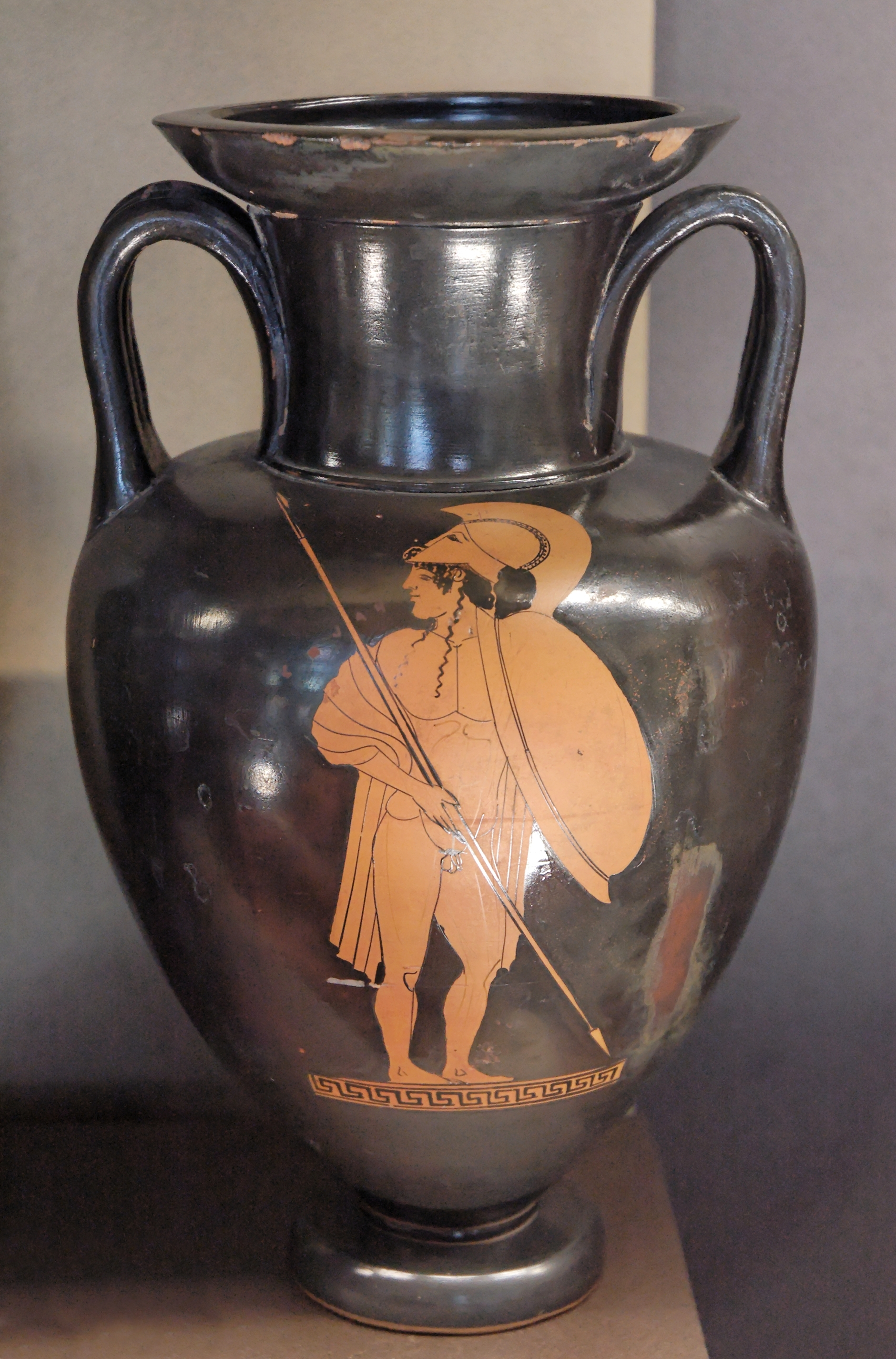
Antilochus afgebeeld op een amfora

In de Griekse mythologie was Antilochus (ook wel geschreven als Antílochos - Ἀντίλοχος) de zoon van Nestor, koning van Pylos. Hij nam met zijn vader deel aan de Trojaanse Oorlog, omdat hij een van de aanbidders was van Helena. Hij onderscheidde zich door zijn schoonheid, snelheid en zijn vaardigheid met de strijdwagen. Ondanks het feit dat hij de jongste was van de Griekse prinsen, was hij de aanvoerder van de Peloponnesiërs in de oorlog en toonde grote moed. Hij was de favoriet van de Griekse goden en een goede vriend van Achilles, aan wie hij de dood van Patroclus moest vertellen. Toen zijn vader werd aangevallen door Memnon, redde hij diens leven door zich als zijn eigen zoon op te offeren en zo het orakel te vervullen dat hem gewaarschuwd had om op te passen voor een Ethiopiër. Zijn dood werd gewroken door Achilles. Volgens andere bronnen werd hij gedood door Hector of door Paris in de tempel van Apollo samen met Achilles. Zijn as, samen met die van Achilles en Patroclus, werd geplaatst op een heuvel in het voorgebergte van Sigeüm, waar de inwoners van Troje offers brachten aan de dode helden. In de Odyssee werden de drie vrienden voorgesteld als eengeworden in de onderwereld en liepen ze samen in de Elysese velden. Volgens Pausanias dolen zij samen op het eiland Leuke. Onder de Trojanen die hij doodde waren Melanippus, Ablerus, Atymnius, Phalces en Thoön. Op de begrafenisspelen voor Patroclus eindigde Antilochus als tweede in de strijdwagenrace en derde op de sprint.
- Gemeinsame Normdatei: 1059465590
- Virtual International Authority File: 311189416